# Rouseville, Pennsylvania
Rouseville, Pennsylvania (енгл. Rouseville) град је у америчкој савезној држави Пенсилванија.

## Демографија
По попису из 2010. године број становника је 523, што је 51 (10,8%) становника више него 2000. године.
| Група             | 2000.       | 2010.       |
| Белци             | 463 (98,1%) | 519 (99,2%) |
| Афроамериканци    | 2 (0,4%)    | 0 (0,0%)    |
| Азијати           | 0 (0,0%)    | 0 (0,0%)    |
| Хиспаноамериканци | 3 (0,6%)    | 3 (0,6%)    |
| Укупно            | 472         | 523         |